# Bivecteur
En algèbre, le terme de bivecteur désigne un tenseur antisymétrique d'ordre 2, c'est-à-dire une quantité X pouvant s'écrire
{\displaystyle {\mathbf {X} }=X_{ab}{\mathbf {\omega } }^{a}\wedge {\mathbf {\omega } }^{b}},
où les quantités ωa sont des formes linéaires et le signe {\displaystyle \wedge } désigne le produit extérieur.
Un bivecteur peut être vu comme une application linéaire agissant sur les vecteurs et les transformant en formes linéaires. Les  coefficients Xab peuvent être vus comme formant une matrice antisymétrique.
Les bivecteurs sont abondamment utilisés en relativité générale, où plusieurs tenseurs peuvent être reliés à des bivecteurs. En particulier, le tenseur électromagnétique est un bivecteur, et le tenseur de Weyl peut être vu comme une application agissant sur les bivecteurs. Ce fait est d'ailleurs à l'origine d'une classification des différents espaces en fonction des caractéristiques que présente leur tenseur de Weyl dans ce contexte : il s'agit de la classification de Petrov.

## Définitions variées

### Bivecteur simple
Un bivecteur X est dit simple s'il peut s'exprimer sous la forme du produit extérieur de deux formes linéaires u et v, c'est-à-dire si l'on a
{\displaystyle {\mathbf {X} }={\mathbf {u} }\wedge {\mathbf {v} }},
ou bien, en termes de composantes,
{\displaystyle X_{ab}={\frac {1}{2}}\left(u_{a}v_{b}-v_{a}u_{b}\right).}
Dans le cas d'une forme simple, la quantité {\displaystyle X_{ab}X^{ab}} est dite de genre temps, de genre espace ou de genre lumière selon sa valeur (respectivement positive, négative et nulle dans le cas où la convention de signe de la métrique est (-+++) et respectivement négative, positive et nulle dans le cas de la convention inverse (+---)).

### Bivecteur dual
Dans un espace à quatre dimensions sur lequel est défini une métrique riemannienne, on peut utiliser le tenseur de Levi-Civita pour associer un bivecteur {\displaystyle {\mathbf {X} }} à son bivecteur dual, noté {\displaystyle {\tilde {\mathbf {X} }}}, selon la formule
{\displaystyle {\tilde {X}}_{ab}={\frac {1}{2}}\epsilon _{abcd}X^{cd}}.
Le dual d'un bivecteur dual correspond au signe près au vecteur d'origine :
{\displaystyle \left({\tilde {X}}_{ab}\right){}{\tilde {}}=-X_{ab}}.
Deux bivecteurs X et Y satisfont à l'aide de leurs bivecteurs duaux quelques propriétés comme
{\displaystyle X_{ab}{\tilde {Y}}^{ab}={\tilde {X}}_{ab}Y^{ab}},
{\displaystyle X_{ac}Y_{b}{}^{c}-{\tilde {X}}_{bc}{\tilde {Y}}_{a}^{c}={\frac {1}{2}}g_{ab}X_{cd}Y^{cd}}

### Bivecteur autodual
Un bivecteur complexe est dit autodual s'il satisfait à
{\displaystyle {\tilde {\mathbf {X} }}=-i{\mathbf {X} }}.
Tout bivecteur X peut se voir associer un bivecteur autodual X* en le combinant avec son dual, selon la formule
{\displaystyle {\mathbf {X} }^{*}={\mathbf {X} }+i{\tilde {\mathbf {X} }}}.

### Vecteur tridimensionnel complexe associé à un bivecteur
La signification physique d'un bivecteur autodual apparaît en remarquant que les six composantes indépendantes d'un bivecteur réel peuvent être transformées en un vecteur tridimensionnel complexe. Il suffit pour cela de choisir un vecteur de genre temps, u et de définir la quantité Xa par 
{\displaystyle X_{a}=X_{ab}^{*}u^{b}}.
Un calcul simple permet immédiatement de reconstituer le bivecteur original, par
{\displaystyle X_{ab}^{*}=2u_{[a}X_{b]}+i\epsilon _{abcd}u^{c}X^{d}=2\left(u_{[a}X_{b]}\right)^{*}}.

## Un exemple: le tenseur électromagnétique
Le tenseur électromagnétique est un tenseur antisymétrique d'ordre 2. C'est donc un bivecteur. Le vecteur X calculé par la méthode ci-dessus donne 
{\displaystyle X^{j}=E^{j}-icB^{j}}.

## Référence
- (en) D. Kramer, Hans Stephani, Malcolm Mac Callum et E. Herlt, Exact solutions of Einstein’s field equations, Cambridge, Cambridge University Press, 1980, 428 p. (ISBN 0521230411), pages 47 à 49.

## Note
1. ↑  Dans de nombreuses références, le dual, au sens de dualité de Hodge est noté avec un astérisque et non un « ~ ». Cependant, dans le cas des bivecteurs, l'astérisque est réservé à bivecteur autodual. Ainsi, la quantité notée F* dans l'article tenseur électromagnétique correspond-elle à la quantité {\displaystyle {\tilde {F}}}.